# Dryoscopus sabini
La cubla de Sabine (Dryoscopus sabini) es una especie de ave paseriforme de la familia Malaconotidae propia de África occidental y central.

## Distribución y hábitat
Se encuentra en Angola, Benín, Camerún, República Centroafricana, República del Congo, República Democrática del Congo, Costa de Marfil, Guinea Ecuatorial, Gabón, Ghana, Guinea, Liberia, Nigeria, y Sierra Leona.  Sus hábitats naturales son los bosques húmedos tropicales de tierras bajas y los pantanos tropicales.